# Orde van het Bolwerk van het Vaderland
De Orde van het Bolwerk van het Vaderland (Vietnamees: Thanh Dong To Quoc") is een Vietnamese decoratie die op 23 september 1963 werd ingesteld door de regering van Noord-Vietnam. Er waren drie graden voorzien en de dragers mochten de eretitel "Schildwacht van de Zuidelijke Grens" dragen.
De naam van de onderscheiding is moeilijk te vertalen; in het Engels wordt ze "Brass Fortress of the Fatherland Decoration" genoemd.
De medaille heeft een diameter van 32 millimeter en is gedeeltelijk rood geëmailleerd. Op de ring staan de woordern "THANH DONG TO QUOC" boven een vijfpuntige ster met een rode vlam, een gekruiste dolk en zwaard en rijstoren als in het wapen van Noord-Vietnam. De achterzijde is vlak.
Vroeger werd het ereteken naast de Vietnamese heldenorden op de linkerborst gedragen. Tegenwoordig dragen de veteranen van de Vietnamoorlog hun Orde van het Bolwerk van het Vaderland op een minder eervolle plaats op de rechterborst.
De wordt gedragen aan een koperen gesp met daarin een rood lint met twee goudgele strepen.
Het is in uitvoering en decoratiebeleid een typisch voorbeeld van een Socialistische onderscheiding. De vroegere onderscheidingen van de Sovjet-Unie hebben als voorbeeld gediend.
Net als veel socialistische orden wordt ook deze koperen medaille aan een kleine koperen gesp, als van een heldenorde gedragen. De vorm is typisch Russisch en sluit niet aan bij Vietnamese tradities.